# Carcelia festiva
Carcelia festiva là một loài ruồi trong họ Tachinidae.